# Boisleux-Saint-Marc
Boisleux-Saint-Marc è un comune francese di 214 abitanti situato nel dipartimento del Passo di Calais nella regione dell'Alta Francia.

## Società

### Evoluzione demografica
Abitanti censiti